# Nhà thờ chính tòa Sant Feliu de Llobregat
Sant Feliu de Llobregat Cathedral hay còn gọi là Nhà thờ chính tòa Thánh Lawrence (tiếng Catalunya: Catedral de Sant Feliu de Llobregat, Catedral de Sant Llorenç, tiếng Tây Ban Nha: Catedral de San Feliú de Llobregat, Catedral de San Lorenzo) là một nhà thờ chính tòa giáo hội Công giáo Rôma ở Sant Feliu de Llobregat, Catalunya, Tây Ban Nha. Nhà thờ là trung tâm của Giáo phận Công giáo Roma Sant Feliu de Llobregat.